# Meraner Höhenweg
Der Meraner Höhenweg (italienisch Alta via Meranese) ist ein Bergwanderweg in Südtirol, gekennzeichnet mit der Nr. 24. Er umrundet das Bergmassiv der Texelgruppe – Teil des Naturparks Texelgruppe – an deren Hängen und bietet dabei Ausblicke auf den Talkessel der Stadt Meran, das Etschtal und den Vinschgau, das Passeier- und das Schnalstal. Der Rundweg besteht aus einem nördlichen Teil, der vom Schnalstal nach Passeier führt, und einem längeren, südlichen Abschnitt, von Passeier zum Schnalstal. Der Nordabschnitt erfordert Kondition für hochalpine Touren, während der Südteil auch von weniger geübten Wanderern bewältigt werden kann.

## Geschichte
Der Weg wurde als „Freundschaftsband von Hof zu Hof, von Gemeinde zu Gemeinde, von Tal zu Tal“ nach fast zehnjähriger Bauzeit am 30. Juni 1985 durch den damaligen Ersten Vorsitzenden der Sektion Meran des Alpenvereins Südtirol, Helmut Ellmenreich, eröffnet. Er ist zugleich „Vater des Höhenweges“, den er gemeinsam mit dem Markierungswart Robert Schönweger entwickelt hat.

## Verlauf
Der Meraner Höhenweg hat insgesamt eine Länge von ca. 100 km und kann von Wanderern in vier bis sechs Tagesetappen zu je sechs bis acht Stunden Gehzeit bewältigt werden. Bei der Bewanderung des gesamten Höhenweges müssen ca. 6.000 Höhenmeter im Auf- und Abstieg gegangen werden. Der Weg durchquert dabei die Gemeindegebiete von Tirol, Kuens, Riffian, St. Martin in Passeier, Moos in Passeier, Schnals, Naturns, Partschins und Algund.
Der Weg verläuft abwechselnd durch Bergwälder und Almwiesen sowie in den Höhenlagen durch die typische Vegetation mit Heidekraut. Es wird zwischen dem nördlichen und dem südlichen Meraner Höhenweg unterschieden. Der südliche Abschnitt verläuft stetig unterhalb oder entlang der Waldgrenze. Für die Begehung des südlichen Teils müssen mindestens 22 Stunden Gehzeit einkalkuliert werden. Der nördliche Weg benötigt etwa die Hälfte der Zeit, führt aber in hochalpines Gelände bis auf fast 3000 m. Beim Gang zum Eisjöchl (auf 2895 m Höhe) überwindet man von Ulfas (1368 m) kommend etwa 1500 Höhenmeter und von Katharinaberg (1245 m) ungefähr 1600 Höhenmeter. Der tiefste Punkt des Weges liegt beim Gruberhof im Kalmtal (839 m), der höchste Punkt ist das Eisjöchl.
Entlang des Meraner Höhenweges im Naturpark Texelgruppe gibt es zahlreiche alte, seit dem Mittelalter bestehende Berggasthöfe, als Schwaighöfe bekannt, oder bewirtschaftete Almhütten, von denen viele eine Übernachtungsmöglichkeit bieten. Zudem bestehen eine Reihe von Auf- bzw. Abstiegsmöglichkeiten per Seilbahn, PKW, Bus oder zu Fuß. Dadurch ist es möglich, viele Teile des Weges als Ein- oder Mehrtageswanderungen zu begehen.

## Abschnitte und Wegverhältnisse
Für den Nordteil des Weges werden in der Literatur die folgenden Etappen angegeben:
- (Naturns) – Katharinaberg – Monfert – Eishof (2071 m): 4 Stunden (Fahrstraße und Almwege)
- Eishof – Stettiner Hütte (2875 m): 3½ Stunden (hochalpiner Übergang Eisjöchl mit 2895 m Höhe (ausgesetzt), Höhenunterschied 800 m)
- Stettiner Hütte – Pfelders: 3½ Stunden
- Pfelders – Ulfas – Matatz: 5 Stunden

Da bei diesem Weg das 2895 m hohe Eisjöchl bei der Stettiner Hütte überschritten wird, können witterungsbedingte Umstände, wie ein Wettersturz, den Übergang erschweren oder unmöglich machen. Von Anfang Juli bis Ende September ist die Stettiner Hütte bewirtschaftet und kann Auskunft über die Wegverhältnisse geben.
Für den Südteil des Weges werden in der Literatur die folgenden Etappen angegeben:
- Matatz – Vernuer: 5 Stunden
- Vernuer – Leiteralm: 4½ Stunden
- Leiteralm – Giggleberg: 4 Stunden
- Giggleberg – Katharinaberg: 5½ Stunden

Für den niedriger gelegenen Südteil des Weges sind keine Schwierigkeiten zu erwarten. Mit etwa 500 Höhenmetern im Auf- und im Abstieg je Etappe muss jedoch kalkuliert werden. Unterkünfte sind in der Regel innerhalb von zwei Stunden Gehzeit zu erreichen. Der Weg verläuft in der Höhenlage zwischen 839 und 1800 m und bietet durch seine nach Süden exponierte Sonnenlage eine besondere Flora und Fauna, auf stellenweise sehr trockenem Boden. Er ist von Mai bis November begehbar.

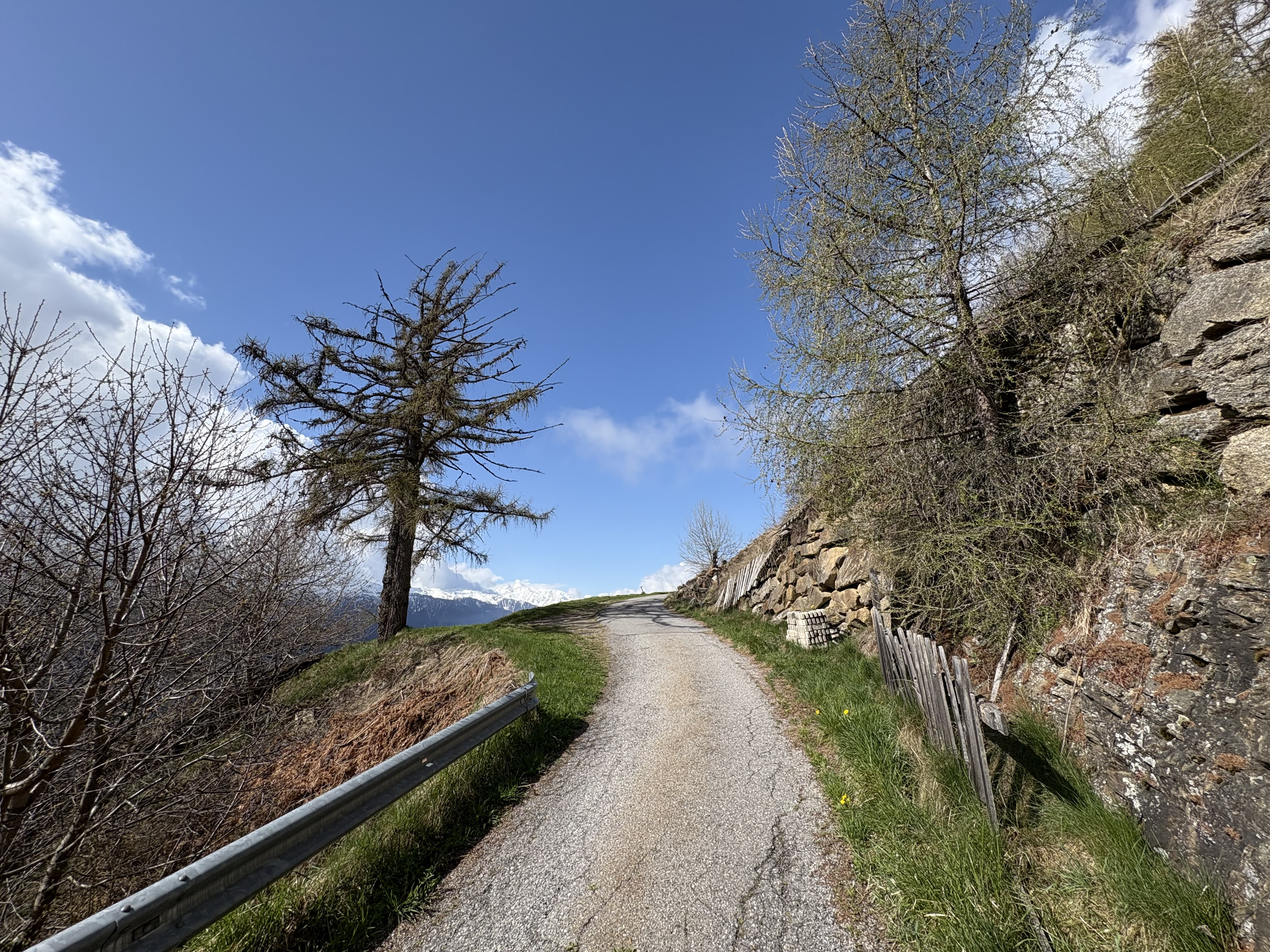
Abschnitt Texelbahn-Unterstell
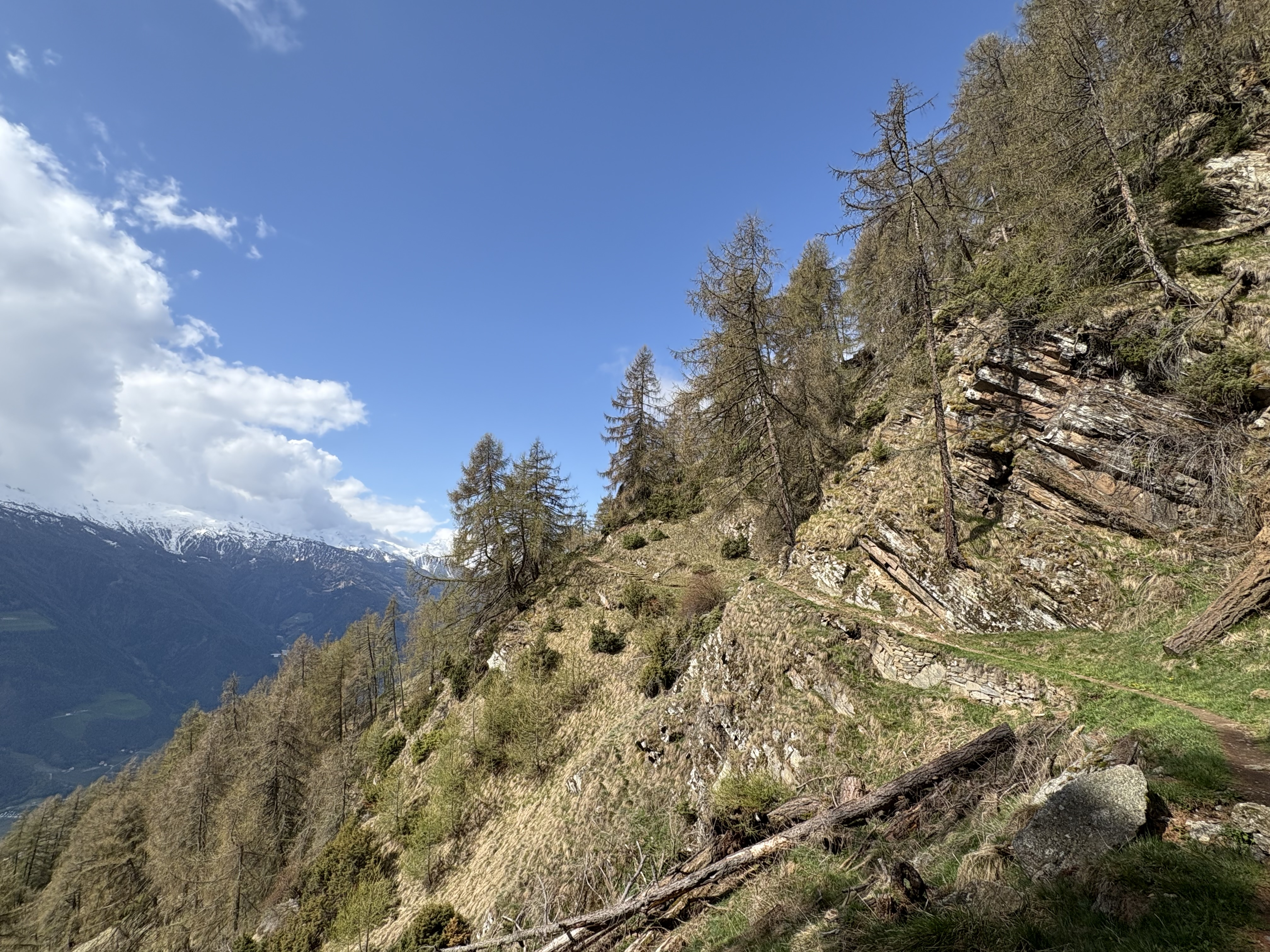
Abschnitt Texelbahn-Unterstell
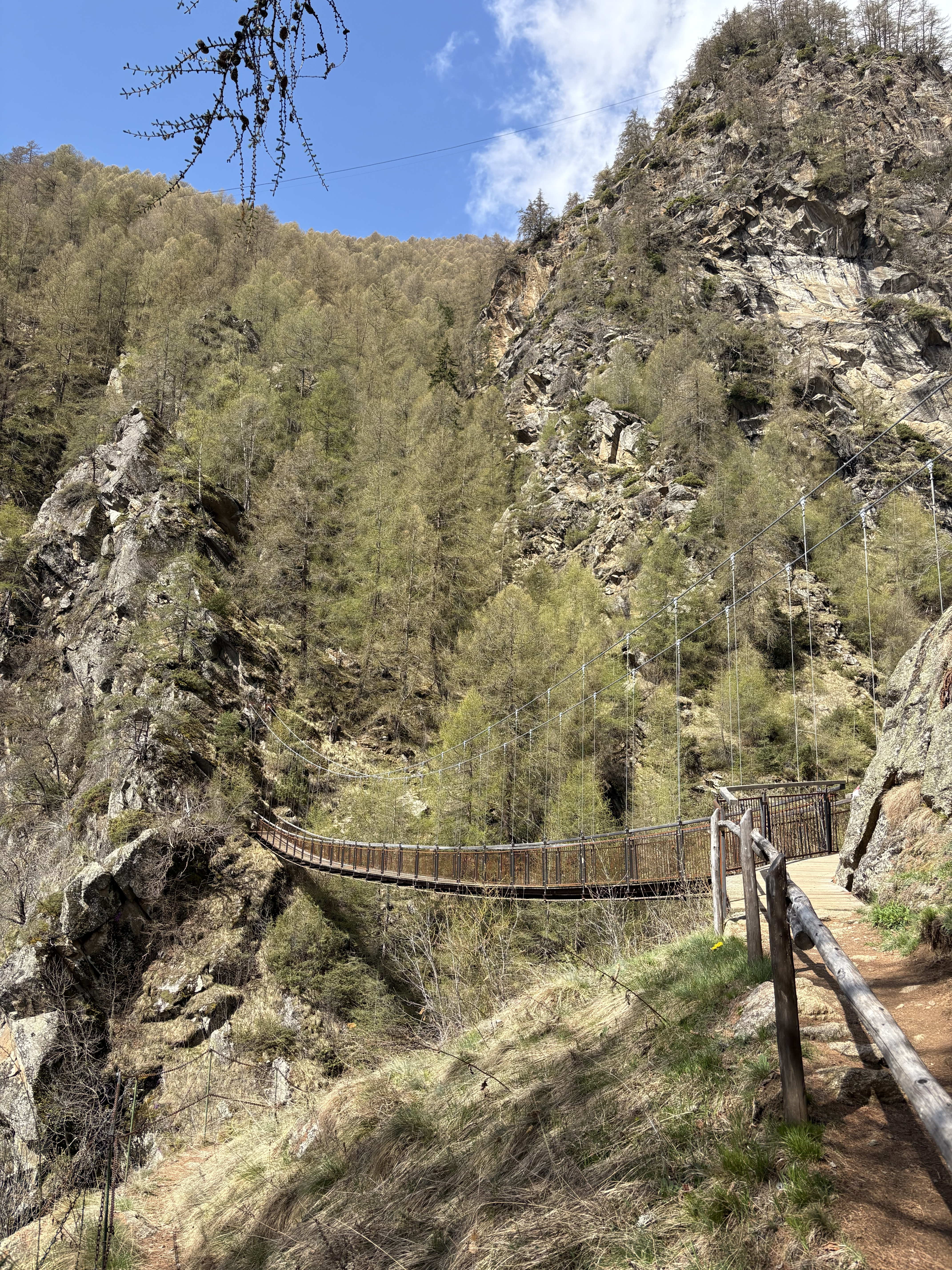
Hängebrücke Schlucht der 1000 Stufen
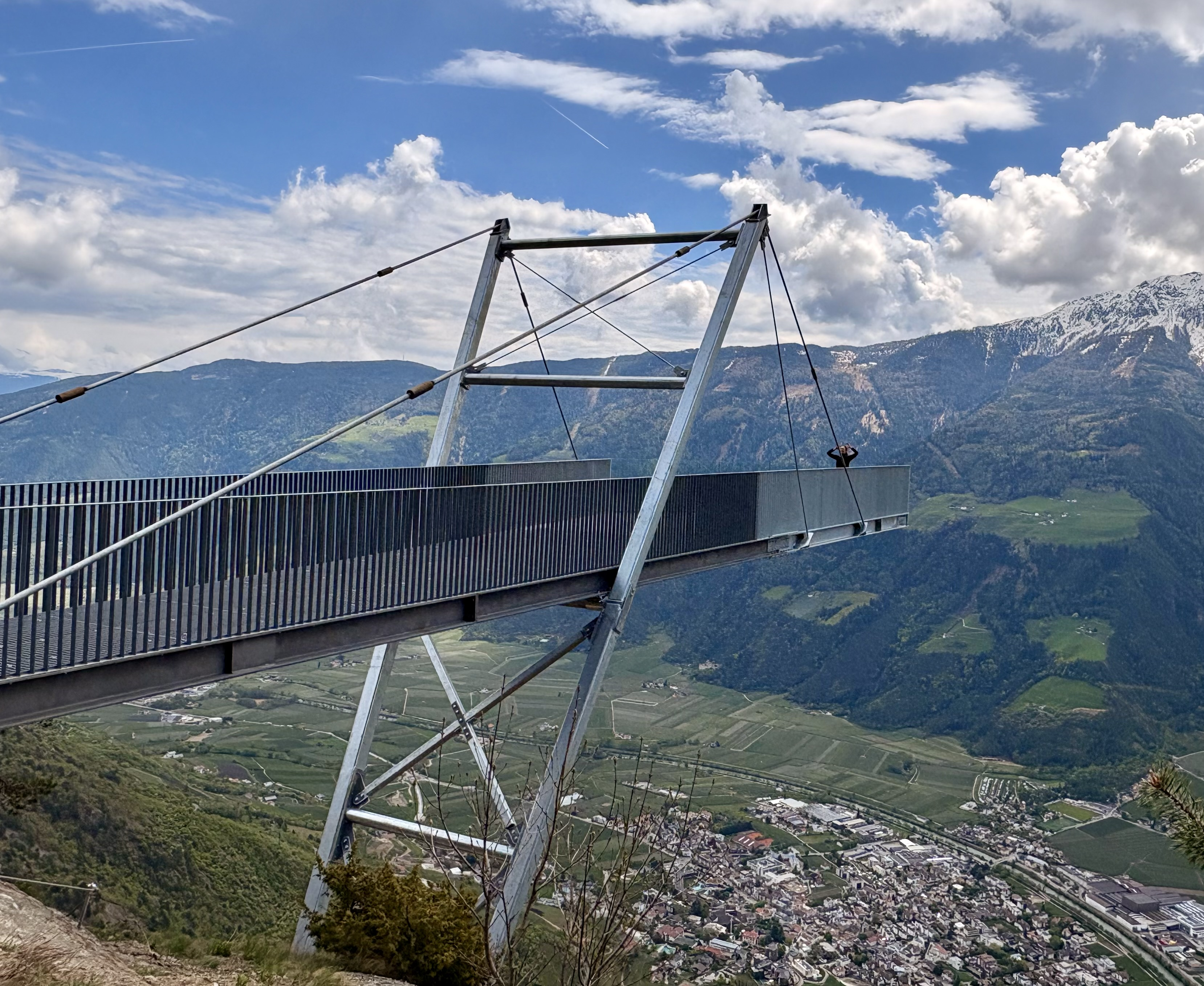
Aussichtsplattform Unterstell

## Variante
In der Literatur wird eine mögliche Variante über die Spronser Seen beschrieben. Hier überquert man die Texelgruppe von Pfelders zur Leiteralm oder zum Hochganghaus. Hierbei handelt es sich um eine hochalpine Tour, die nur bei Schneefreiheit begangen werden kann. Höchster Punkt ist das Spronser Joch (2.581 m). Diese Etappe ersetzt die Etappen im Westen von Pfelders bis zur Leiteralm. Die Wegstrecke bis zur Leiteralm beträgt 17 km. Man legt dabei 1.200 Höhenmeter im Aufstieg und 900 im Abstieg zurück. Die Wanderung dauert durchschnittlich 6 ½ Stunden.